# Shelby (Misisipi)
Shelby es una ciudad del condado de Bolivar en el estado de Misisipi (Estados Unidos). En el año 2000 tenía una población de 2.926 habitantes en una superficie de 7 km², con una densidad poblacional de 416.8 personas por km².

## Geografía
Shelby se encuentra ubicada en las coordenadas 33°56′57″N 90°45′55″O / 33.94917, -90.76528. Según la Oficina del Censo, la ciudad tiene un área total de 7 km² (2,7 mi²), de la cual 7 km² (2,7 mi²) es tierra y 0 km² (0 mi²) es agua.

### Localidades adyacentes
El siguiente diagrama muestra a las localidades en un radio de 16 kilómetros (9,9 mi) de Shelby.

## Demografía
Para el censo de 2000, había 2.926 personas, 919 hogares y 677 familias en la ciudad. La densidad de población era 416.8 hab/km².
En el 2000 la renta per cápita promedia del hogar era de $ 17.798 y el ingreso promedio para una familia era de $20.368. El ingreso per cápita para la localidad era de $10.567. En 2000 los hombres tenían un ingreso per cápita de $26.250 contra $19.554 para las mujeres. Alrededor del 44.5% de la población estaba bajo el umbral de pobreza nacional.

## Galería

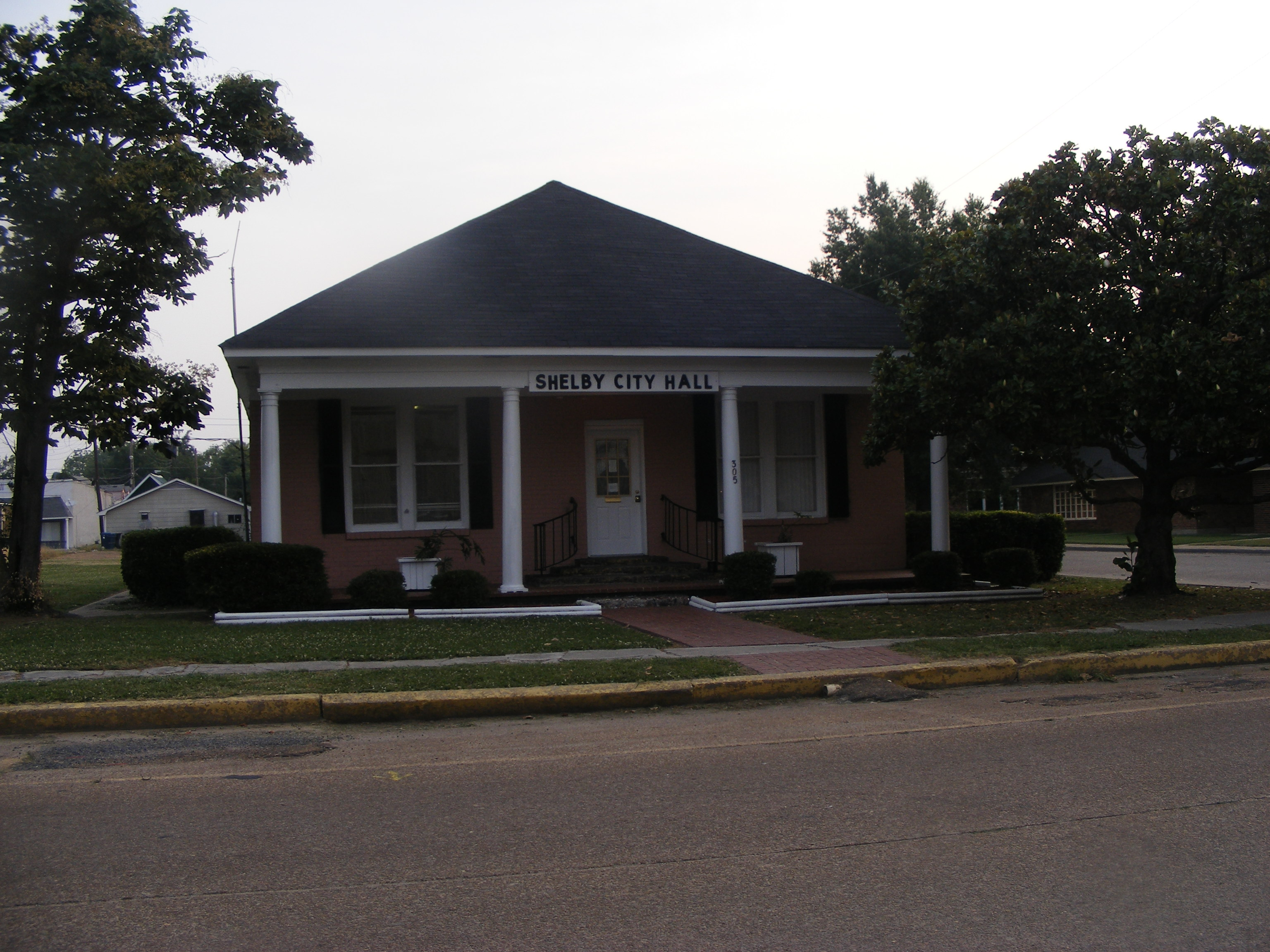
Ayuntamiento de la ciudad.
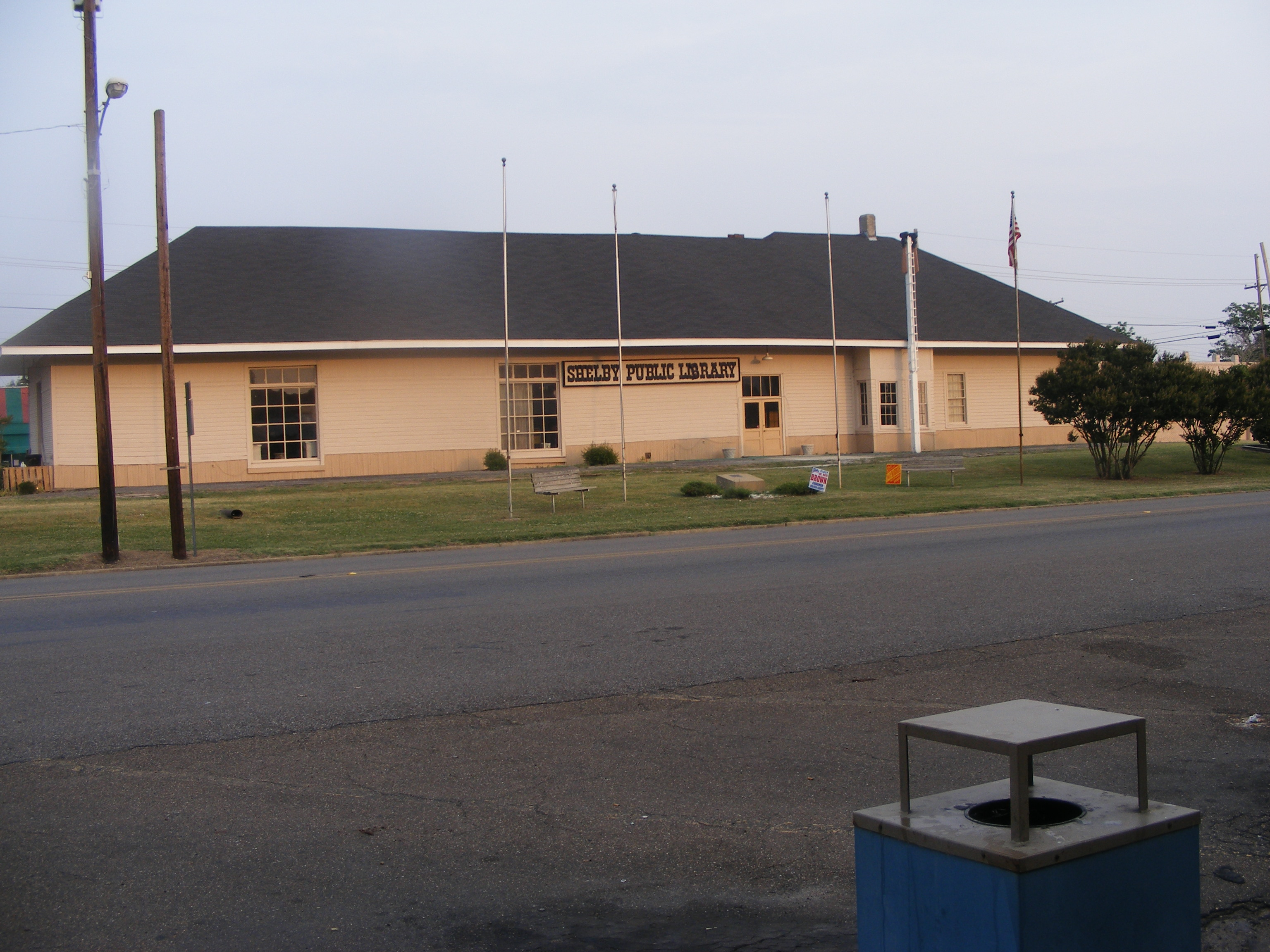
Biblioteca Pública de Shelby.
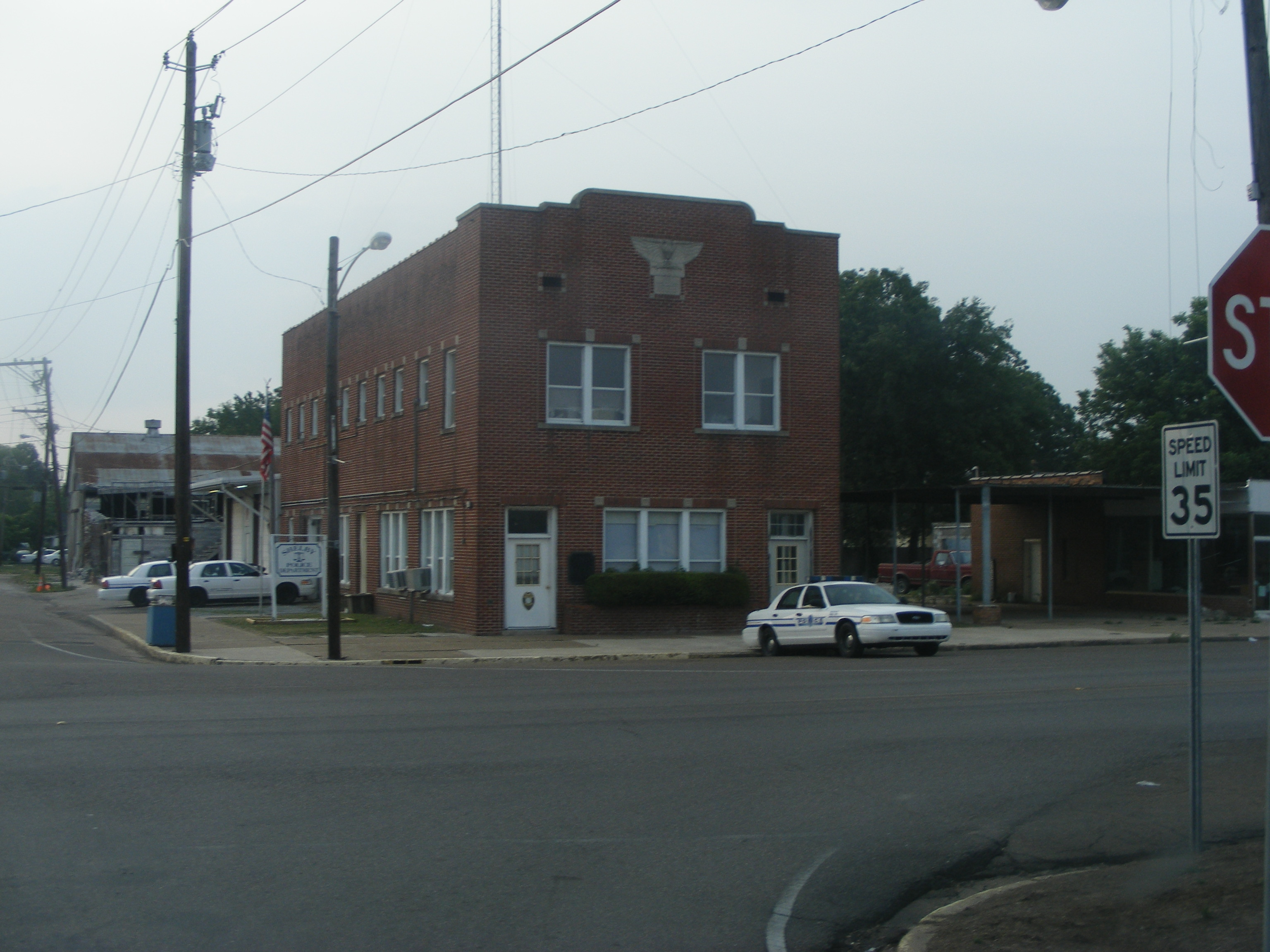
Departamento de Policía.
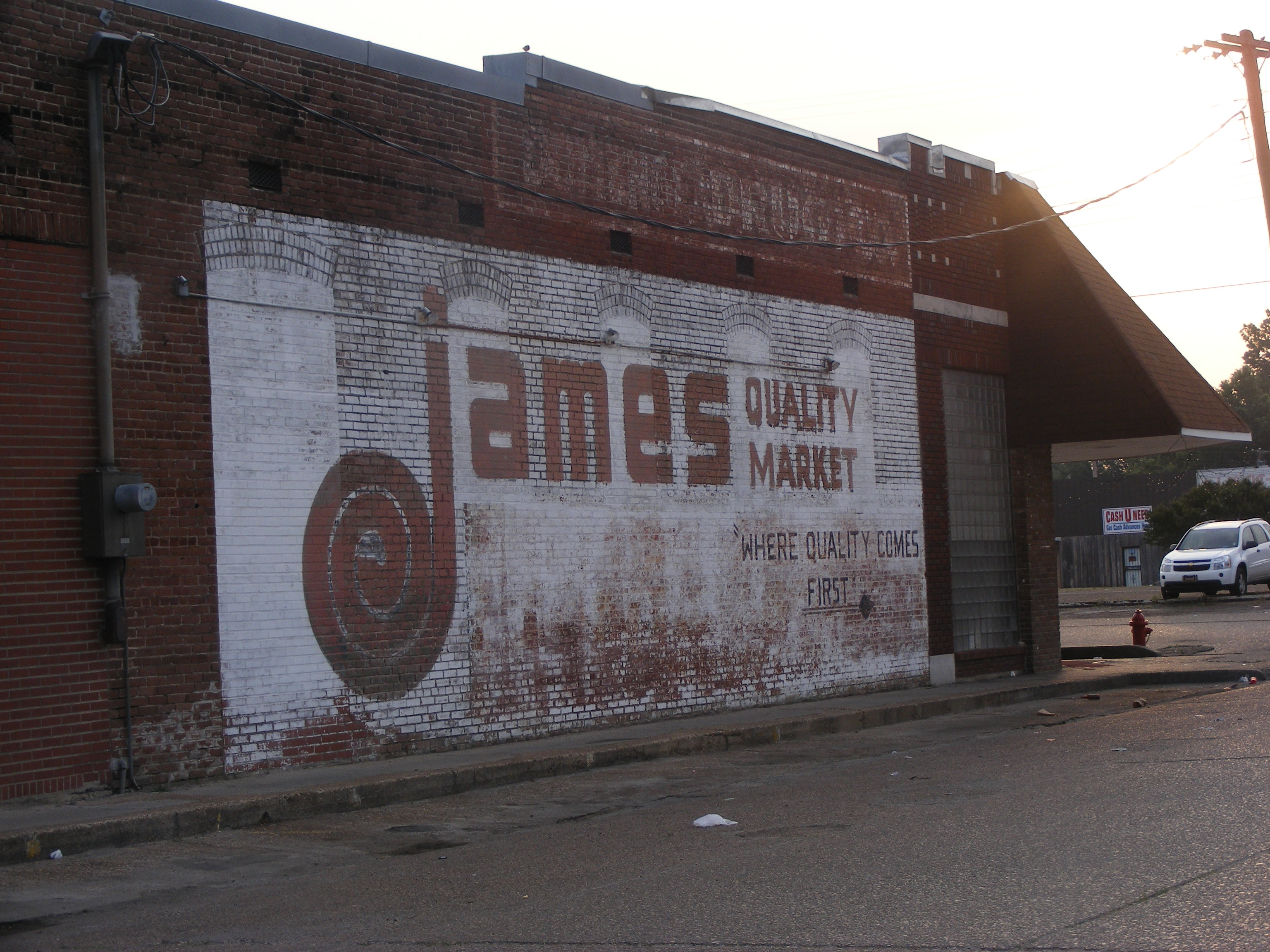
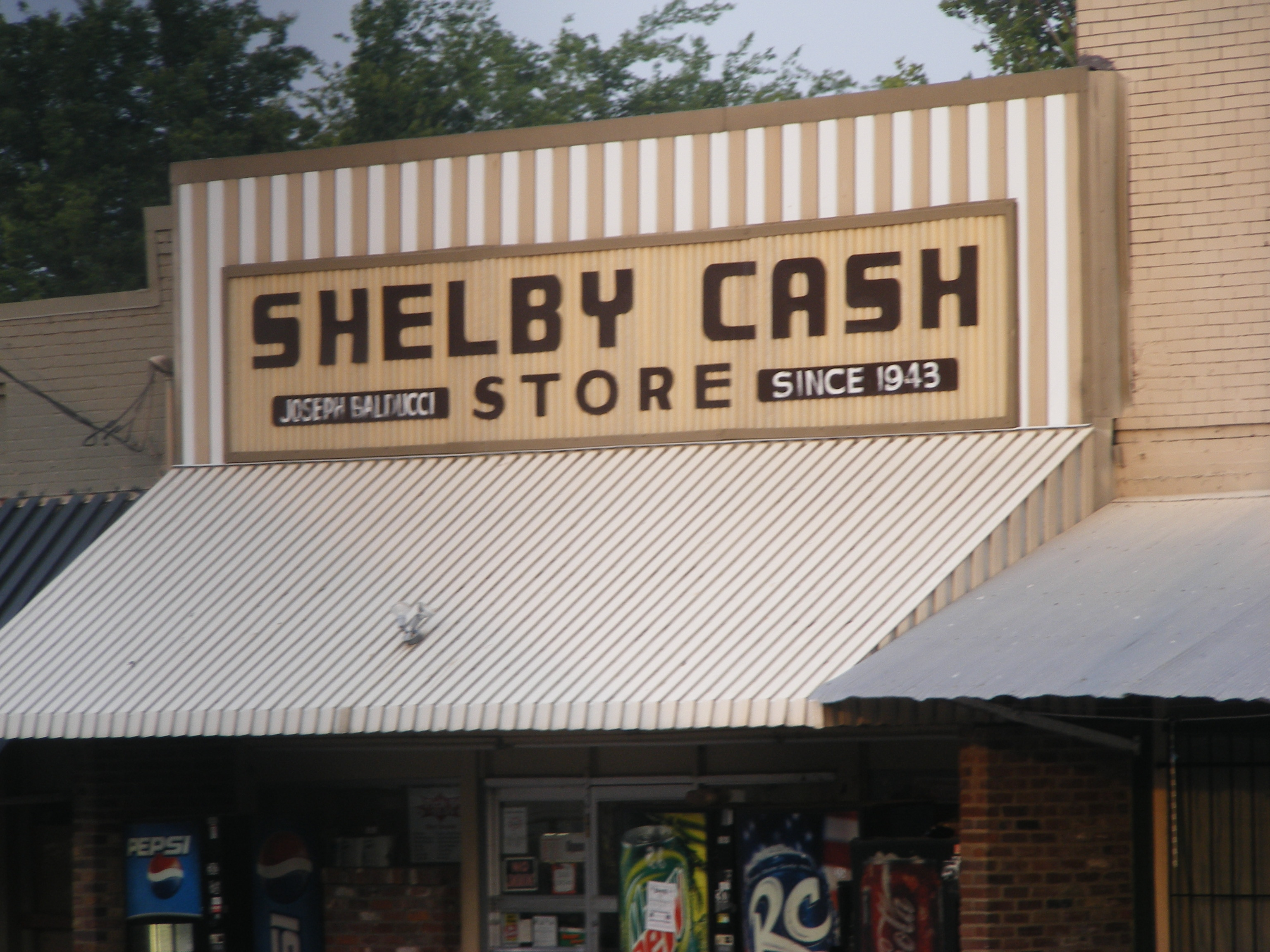
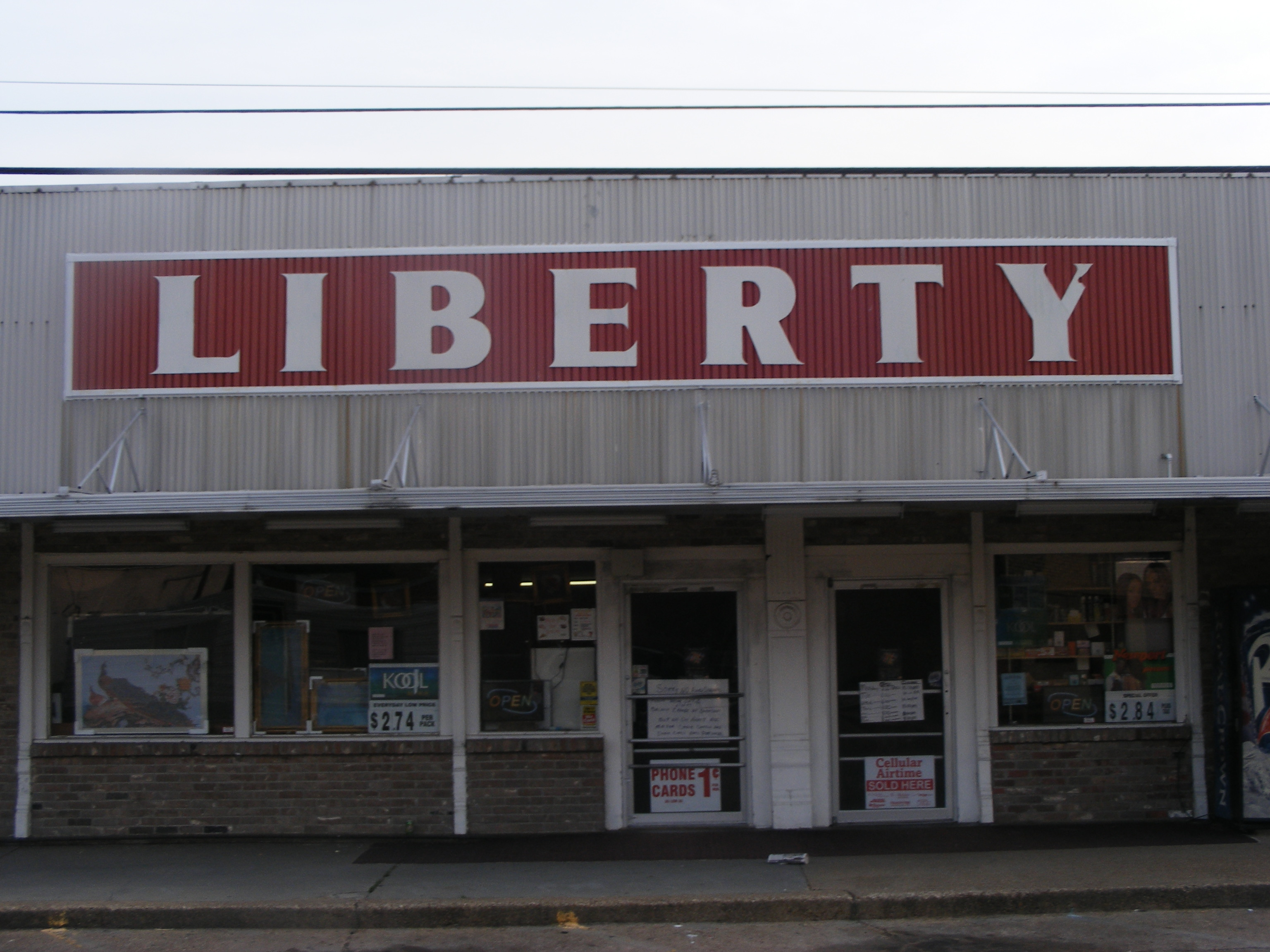
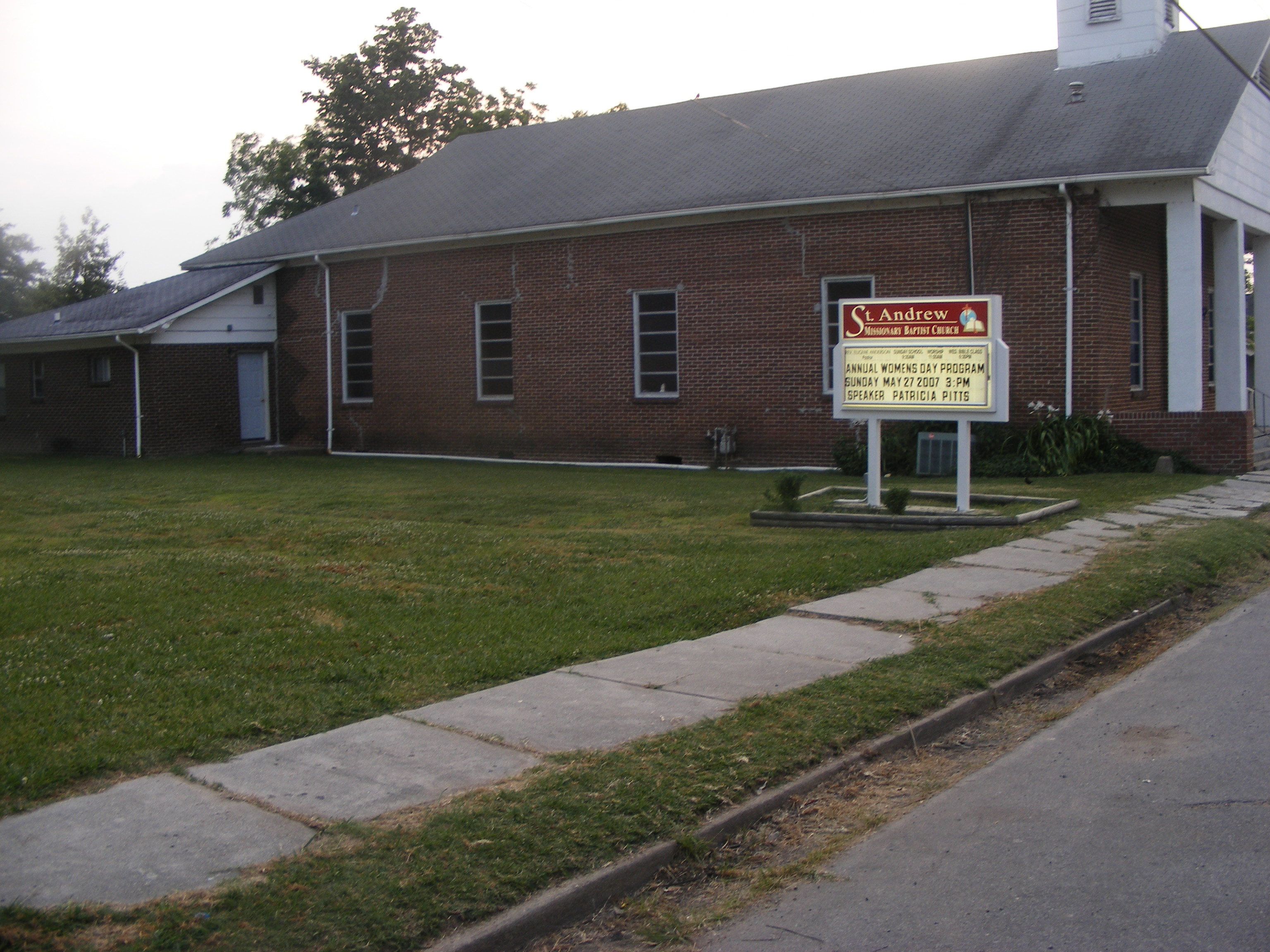
Saint Andrew (Iglesia Bautista)
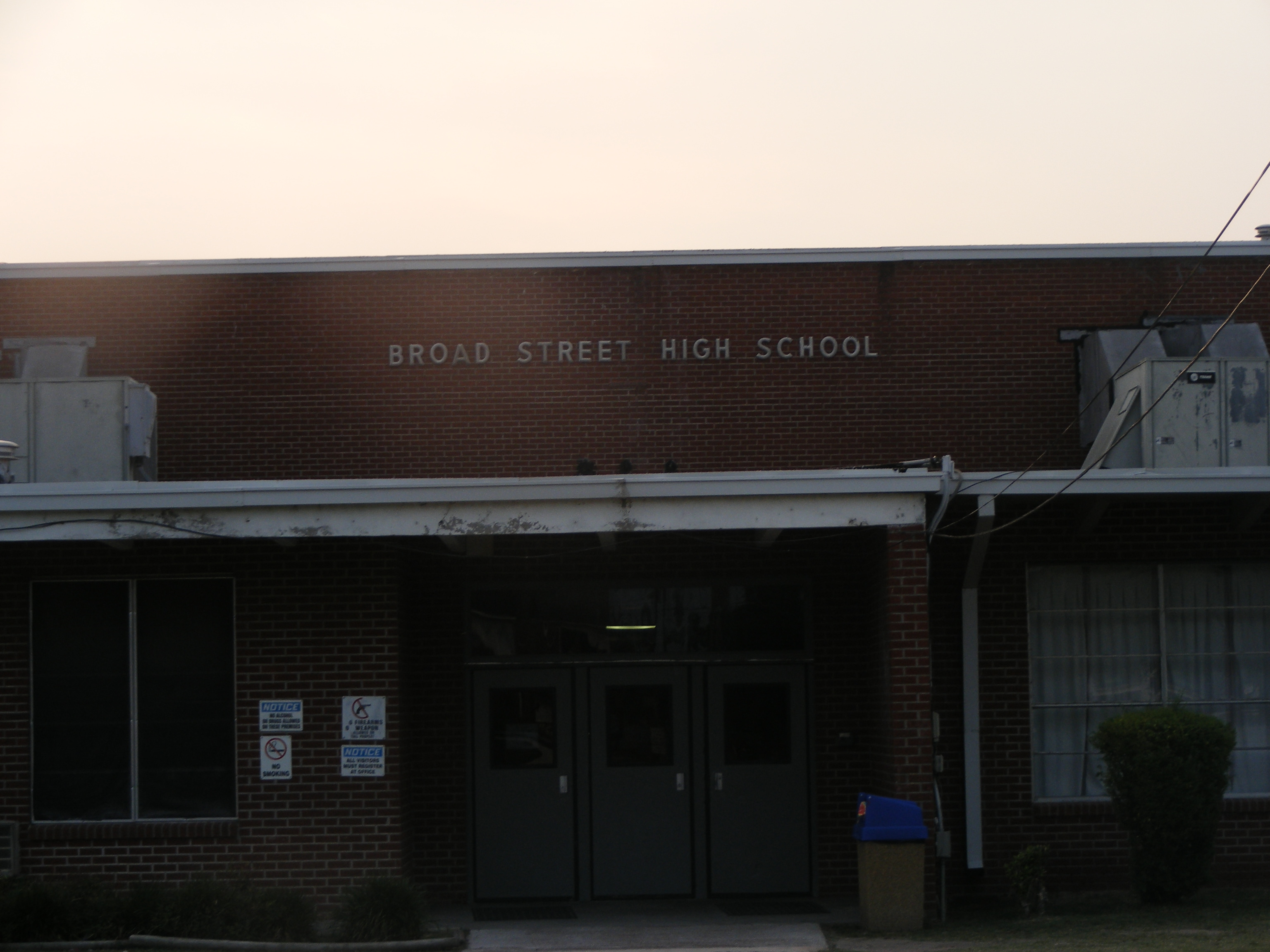